# برادلي والش
برادلي والش (بالإنجليزية: Bradley Walsh)‏ (و. 1960  م) هو لاعب كرة قدم، وممثل هزلي، وممثل أفلام، ومقدم تلفزيوني بريطاني، ولد في واتفورد، مركز لعبه هو مهاجم.

## وصلات خارجية
- برادلي والش على موقع IMDb (الإنجليزية)
- برادلي والش على موقع ميوزك برينز (الإنجليزية)
- برادلي والش على موقع قاعدة بيانات الفيلم (الإنجليزية)

- برادلي والش في قاعدة بيانات الأفلام على الإنترنت